# Dreba
Dreba település Németországban, azon belül Türingiában. Lakosainak száma 229 fő (2017. december 31.). Dreba Quaschwitz községgel határos.

## Népesség
A település népességének változása:

| 2017 | 229 |